# Deployment Task Force
De Deployment Task Force (DTF) Afghanistan was een onderdeel van de Nederlandse bijdrage aan ISAF-III (International Security Assistance Force), een stationering van militaire eenheden in Afghanistan. De missie had als doel de voorbereidings- en opbouwwerkzaamheden voor de missie in Uruzgan, de Task Force Uruzgan, die in augustus 2006 begon, te verrichten. Zij bouwden vanaf maart 2006 als kwartiermakers de kampementen in het missiegebied op en deden daar ruim vier maanden over.
De taskforce bestond uit zo'n 850 man en was opgebouwd uit elementen van de genie, de logistiek en een beveiligingsdetachement. Een luchtmachtdetachement zorgde voor ondersteuning. De commandant van de DTF was kolonel Henk Morsink.
De eenheid was als volgt samengesteld:
- Een stafelement, voor de algehele leiding.
- Een genie-element, samengesteld uit eenheden van 101 Geniebataljon uit Wezep (zo'n 300 militairen).
- Een logistiek element, opgebouwd uit eenheden van 100 Bevoorradings- en Transportbataljon uit Garderen.
- Een Force Protection element, samengesteld uit eenheden van 44 Painfbat (Pantserinfanteriebataljon) (Regiment Infanterie Johan Willem Friso) uit Havelte (220 militairen), ondersteund door een peloton pantsergenie van 43 brigpagncie.
- Een luchtmachtdetachement bestaande uit 6 F-16's van de Vliegbasis Volkel, 6 Apaches van de Vliegbasis Gilze-Rijen en 6 Cougars van de Vliegbasis Soesterberg.

De eerste militairen van de DTF keerden in augustus 2006 terug in Nederland.